# Vicente Emparan

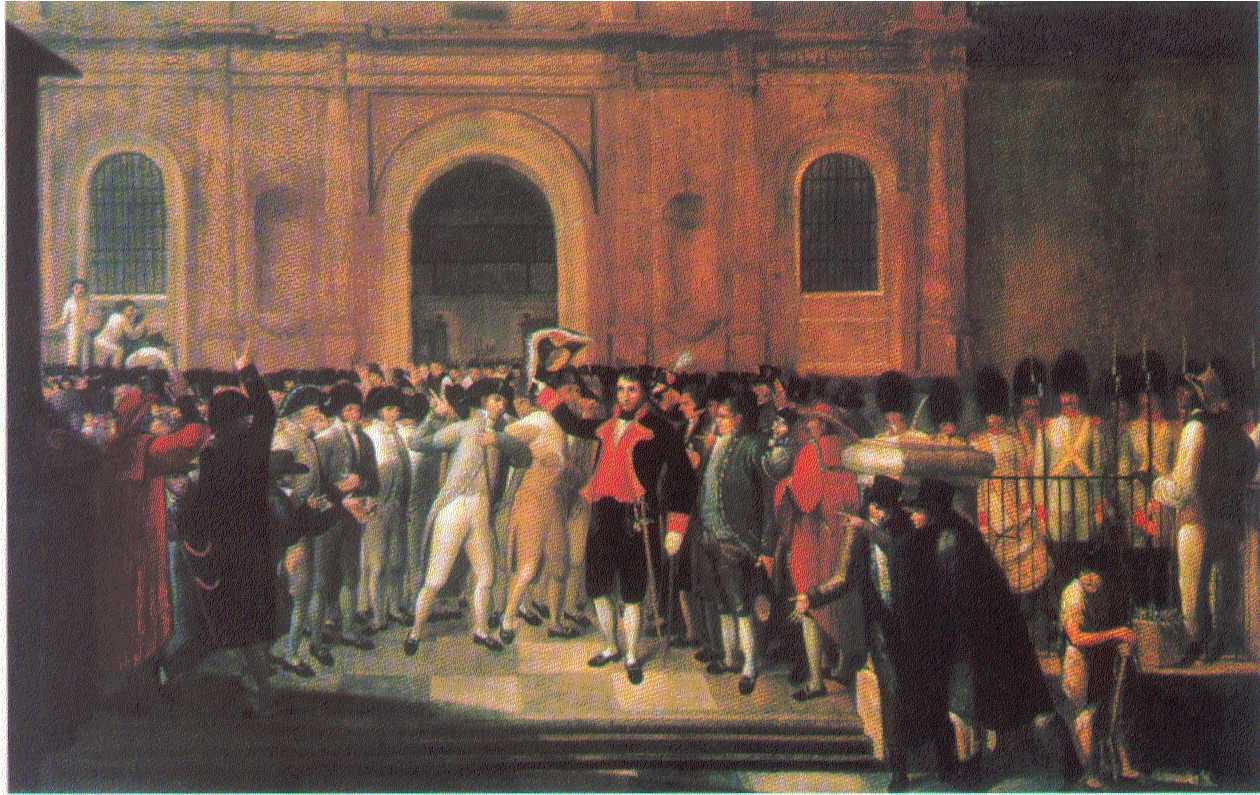
El 19 de abril de 1810, óleo del pintor Juan Lovera (Palacio Federal Legislativo, Caracas).

Vicente Ignacio Antonio Ramón de Emparan y Orbe (Azpeitia, 5 de enero de 1747-El Puerto de Santa María, 3 de octubre de 1820) fue un noble, militar y político español destacado por su cargo de gobernador y capitán general de Venezuela.

## Nacimiento y filiación
Nacido en Azpeitia (Guipúzcoa) el 5 de enero de 1747, fue hijo legítimo de José Joaquín de Emparan y XIV señor de la casa de Emparan de Azpeitia, y de María Ana Orbe y Zarauz, sobrina de Andrés de Orbe y Larreátegui a quien el rey Felipe V le otorgó el título de Castilla de marqués de Valde-Espina.
Su hermano Francisco continuó con el mayorazgo de la casa de Emparan. Otros de sus hermanos se destacaron en carreras militares y políticas. Agustín Ignacio fue caballero de la orden de Carlos III, Manuel Antonio fue capitán de navío, Miguel José fue brigadier de la real armada española y Pedro de Emparan (o Amparan), se estableció en Venezuela desempeñando el cargo de alcalde ordinario cuando Vicente fue nombrado gobernador de la provincia de Cumaná. Sus descendientes se emparentaron con la familia del prócer de la independencia venezolana Antonio José de Sucre, gran mariscal de Ayacucho y del general José Tadeo Monagas, presidente de Venezuela.
La familia Emparan y Orbe, señores de las villas de Azpeitia y Ermua y del Marquesado de Valde-Espina es descendiente directa de la casa de Loyola, la casa de Balda, la casa de Butrón, la casa de Haro, la casa de Borgoña y por esta línea familiar de los monarcas de los reinos de Asturias, Castilla, León, Aragón, Navarra, Portugal, la dinastía de los Capetos de Francia, la dinastía Hohenstaufen de Alemania, la casa de Plantagenet de Inglaterra, el Reino de Escocia, la casa de Normandía y la casa de Uppsala.

## Carrera militar y política
Ingresó en la Real Academia Militar de Matemáticas y Fortificación de Barcelona a la edad de 15 años, obteniendo el grado de alférez del ejército en 1764. Se desempeñó en el regimiento de Cantabria. Destinado sucesivamente a Barcelona, Zaragoza y Orán. Presentó su solicitud de ingreso en la Real Armada en 1768. La petición fue aprobada el 16 de mayo de 1769.
En el transcurso de veinte años (16 de mayo de 1769 al 27 de marzo de 1789), estuvo a bordo de los navíos de línea alcanzando el grado de capitán de navío. En la Segunda expedición de Cevallos a Río Grande en 1776 con el rango de teniente de fragata, estuvo en la escuadra de navíos al mando del teniente general Francisco Javier Everardo-Tilly, marqués de Casa Tilly junto al teniente de navío Nicolás Estrada. Esta campaña naval tuvo una dimensión superior a todas las realizadas a lo largo de los siglos XVIII y XIX, pues se embarcaron 8500 soldados de infantería y 600 dragones a caballo en 97 barcos artillados de transporte y 19 navíos de guerra, contándose 632 cañones. La expedición fue un éxito, ya que tomó el fuerte de Colonia del Sacramento, en el actual Uruguay, y ocupó la isla de Santa Catalina (hoy propiedad del Brasil), dando paso al tratado de San Ildefonso entre España y Portugal.
En el año 1779 participó en el asedio de Gibraltar en la primera campaña naval del Canal de la Mancha a bordo del navío San Pablo que formó parte de la escuadra del teniente general Luis de Córdova y Córdova, al mando del capitán de navío Carlos de la Villa. En el año 1783 participó en el Bombardeo de Argel al mando de una de las tres divisiones de la escuadra por cuyo buen desempeño mereció un reconocimiento por parte de rey  Carlos III. Posteriormente, fue encargado en calidad de embajador para hacer la paz con los argelinos. Lograda ésta con el tratado firmado el 14 de junio de 1786 por el dey Muhammad V ben Othman de Argel y el teniente general José de Mazarredo Salazar y dada por terminada la piratería contra el comercio español y el tráfico de esclavos en las regiones costeras de Marruecos, Argelia, Túnez y Libia y el Mar Mediterráneo se embarcó en la fragata Loreto, con el mando de ella, para su desarme en el Arsenal de la Carraca.
Con el grado de capitán de navío, embarcó el 12 de junio de 1789 desde el puerto de Cádiz, en la fragata Nuestra Señora de la Paz, comandada por Federico Gravina. Viajó con destino a Portobelo (Panamá) como gobernador de esa plaza. Posteriormente fue nombrado gobernador de la Provincia de Nueva Andalucía, más tarde llamada Provincia de Cumaná entre los años de 1792 y 1804. A la llegada del naturalista alemán Alejandro de Humboldt a Cumaná en 1799, Emparan le ofreció su apoyo. Como Humboldt no había conseguido aún sus pagarés, Emparan le adelantó el dinero necesario para realizar su expedición. Humboldt luego escribiría sobre el encuentro que tuvo con Emparan en su obra Viaje a las regiones equinocciales del nuevo continente:

"...El capitán del Pizarro nos condujo a casa de Don Vicente Emparan, gobernador de la provincia para presentarle los pasaportes que nos habían sido dados por la primera Secretaría de Estado. Nos recibió con franqueza y esta noble simplicidad que en todo tiempo han caracterizado a la nación vasca. Antes de haber sido nombrado gobernador de Portobelo y Cumaná; se había distinguido como capitán de navío en la marina real. Su nombre hace recordar uno de los más extraordinarios y más tristes acontecimientos que presenta la historia de las guerras marítimas. Cuando la última ruptura entre España e Inglaterra, dos hermanos del caballero Emparan se batieron durante la noche delante del puerto de Cádiz, creyéndose enemigos uno de otro. El combate fue tan terrible que las dos embarcaciones se fueron a pique casi al mismo tiempo: una pequeña parte de las tripulaciones pudo salvarse y los dos hermanos tuvieron la desgracia de reconocerse poco tiempo antes de su muerte..."

"...El gobernador de Cumaná nos manifestó mucha satisfacción por nuestra resolución de permanecer algún tiempo en la Nueva Andalucía, cuyo nombre era, a la sazón, casi desconocido en Europa, y que en sus montañas y en las orillas de sus numerosos ríos encierran una gran cantidad de objetos dignos de llamar la atención de los naturalistas. El caballero de Emparan nos enseñó algodón teñido con plantas indígenas, y hermosos muebles, para los cuales se había empleado exclusivamente la madera del país; se interesaba vivamente en todo lo que tenía relación con la física, y preguntó, con gran admiración nuestra, sí pensábamos que,  bajo el hermoso cielo de los trópicos, la atmósfera contuviese menos azotico que en España, o si la rapidez con que el hierro se oxida en estos climas, era únicamente el efecto de una más grande humedad indicada por el higrómetro. El nombre de la patria, pronunciado sobre una  costa tan lejana, no hubiera sido más agradable al oído de un viajero que lo fueron para nosotros las palabras azotico, de óxido, de hierro, y de higrómetro... El caballero de Emparan amaba mucho las ciencias para que se extrañase de que fuésemos tan lejos a recoger plantas y a determinar la posición de algunos lugares por medios astronómicos. No supuso por consecuencia otros motivos en nuestro viaje que los  enunciados en nuestro pasaporte; y las muchas atenciones y pruebas de consideración que nos dispensó, durante nuestra larga permanencia en su gobierno, contribuyeron para procurarnos una acogida favorable en todas las partes de la América meridional..."

La labor de Emparan como gobernador de Cumaná fue formidable. El trabajo del historiador venezolano Ildefonso Leal menciona su tenaz labor en el oriente venezolano, en construir hospitales y escuelas; su intención de modernizar los puertos, en tecnificar la agricultura y en embellecer los templos parroquiales y de dar a Caracas una nueva imprenta para mejorar la edición del único periódico publicado por aquel entonces en la capital: 

"...Es bueno decirlo y recordarlo: Emparan constituye uno de los gobernantes más cultos del período colonial. Fue –como señala Grisanti– un marino de escuela, un experto en física y un aficionado a la botánica. El prestigioso naturalista alemán Alejandro de Humboldt anota que Emparan amaba demasiado las ciencias, atesoraba estupendos libros (entre ellos el Tratado de la Navegación, de Mendoza) y se interesaba vivamente por la astronomía, y, además, poseía el rasgo notable de la generosidad, al extremo de facilitar dinero para que no se interrumpieran las investigaciones sobre la flora y la fauna de la región de Nueva Andalucía..."

Fundó varios pueblos en el oriente venezolano sin costo alguno del real erario: San Vicente de Carapa, Santa Gertrudis, San Pedro del Pao, Santiago del Orinoco, Santa Catalina de Carito, San Simón de Maqueta, San Jacinto de Úrica, y dio principio al Puerto Real en el Golfo de Paria. Construye iglesias, tres hospitales: uno en Barcelona y dos en Cumaná, dejándole al hospital general de Cumaná fondos para su manutención y asistencia para los enfermos, con médico y boticario que hizo venir del colegio de Cádiz.
En el año de 1804, renuncia a su cargo de gobernador de la Provincia de Cumaná y viaja a España. Cuatro años después de su llegada, durante la guerra de la independencia el ejército de Napoleón Bonaparte invade su patria y el 26 de mayo de 1808 el gobierno invasor lo nombra  Capitán General de Venezuela, nombramiento que no acepta. En un documento inédito citado en el libro de historiador Ángel Grisanti, Emparan expresa lo siguiente:

"Estando en Madrid, a la entrada de los enemigos en 1808, fui sorprendido por el gobierno intruso que me nombró Capitán General de Caracas, de cuyo encargo procuré eximirme, mas viendo que de ningún modo eran admitidas mis disculpas, me fugué disimuladamente y me presenté en Sevilla a la Junta de quien solicité varias veces me diese destino en el ejército. Establecida la Central, en lugar del destino que esperaba, me nombró Capitán General de Caracas".

## Nombramiento como capitán general de Venezuela por la Junta Suprema Central
Otra evidencia que esclarece el origen de su nombramiento como capitán general de Venezuela, es un documento que se encuentra en el Archivo General de Indias, Sevilla, España, donde la Junta Suprema Central la cual defendía los derechos del rey de España Fernando VII, resuelve y ordena que Vicente de Emparan, electo capitán general de la provincia de Venezuela, se le permita embarcarse para su destino en el navío de su majestad San Leandro. La orden fue firmada en el Real Alcázar de Sevilla el 30 de marzo de 1809.
Al aceptar el nombramiento, ratifica su fidelidad y lealtad al rey de España Fernando VII. Emparan, promovido al rango de mariscal de campo inmediatamente embarca en Cádiz el 1 de abril de 1809 rumbo a su destino, llegando a La Guaira (Venezuela)  un mes después. En Caracas asume el cargo y permanece hasta el 19 de abril de 1810 cuando renuncia a la autoridad legítima conferida por la Junta Suprema Central abandonando la Provincia de Venezuela. Al salir de Venezuela, Emparan se dirigió a Filadelfia (Estados Unidos) desde donde envió un informe al gobierno español sobre los eventos del 19 de abril. Posteriormente, partió para España.
En la ciudad del Puerto de Santa María, el 3 de octubre de 1820, falleció a los 73 años de edad sin dejar descendencia, habiendo sido nombrado caballero gran cruz de la Orden de San Hermenegildo. Un año antes había visitado su pueblo natal, Azpeitia.